# Edison Suárez
Edison Omar Suárez Frutos (Montevideo, 6 novembre 1966) è un ex calciatore uruguaiano, di ruolo centrocampista.

## Carriera
Inizia a giocare nel Danubio nel 1987 e vi rimane fino al 1990. In questo periodo vince un Campionato uruguaiano e gioca anche le sue uniche partite con la Nazionale dell'Uruguay (12 presenze e un gol).
Nel 1990 si trasferisce in Spagna, al Real Saragozza. La sua avventura con la squadra aragonese non è delle migliori e dopo due stagioni con poche presenze torna in patria, al Nacional.
Nel 1995 torna al Danubio per una stagione, poi va a giocare in Cile nel Palestino.
Nel 1997 passa a un'altra società calcistica di Montevideo, il Central Español.
Nel 1998 gioca nel campionato colombiano con il Millonarios. 
Ritorna in patria nel 2000, questa volta al Rocha.
Dopo due stagioni con la maglia del Centro Atlético Fénix si ritira nel 2002.

## Palmarès

### Club

#### Competizioni nazionali
- Campionato uruguaiano: 2

Danubio: 1988
Nacional: 1992
- Liguilla Pre-Libertadores de América: 2

Nacional: 1992
Fénix: 2002